# Rolando Ugolini
Pour les articles homonymes, voir Ugolini.
Rolando Ugolini est un footballeur italien né le 4 juin 1924 à Lucques et mort à Édimbourg le 11 avril 2014. Il évoluait au poste de gardien de but.
Il a vécu à partir de l'âge de trois ans en Écosse, et n'a joué que dans des clubs britanniques.
Formé au Celtic Glasgow, il a passé la majeure partie de sa carrière à Middlesbrough, où il aura marqué les esprits.

## Carrière
- 1946-1948 : Celtic Glasgow ( Écosse)
- 1948-1957 : Middlesbrough ( Angleterre)
- 1957-1960 : Wrexham FC ( Pays de Galles)
- 1960-1962 : Dundee United ( Écosse)
- 1962-1963 : Berwick Rangers ( Angleterre)